# 1-й Кожевнический переулок
Пе́рвый Коже́внический переулок — переулок, расположенный в Южном административном округе города Москвы на территории Даниловского района.

## История
Переулок существует с XIX века. Здесь ногайцы уже с XV века торговали лошадьми и здесь же выделывали их кожи. До начала XX века вместе с Четвёртым Кожевническим назывался Малый Троицкий переулок, по церкви Троицы в Кожевниках. Ещё раньше, до середины XIX века, состоял из трёх переулков — Перегудова, Аверкиева и Жигаревского, названных по фамилиям домовладельцев.
3 июля 2024 года в кабине башенного крана, находившегося на стройке, расположенной по адресу: 1-й Кожевнический переулок, дом 10, строение 2, от жары потерял сознание и скончался машинист этого крана.

## Расположение
Переулок находится между Летниковской улицей и Вторым Кожевническим. Здесь расположено несколько административных зданий и БЦ «Павелецкий».

## Транспорт
Маршруты наземного транспорта по переулку не проходят. Ближайшие трамвайные и автобусные остановки находятся на Кожевнической улице.

### Метро
- Станция метро  Павелецкая Замоскворецкой линии — в 600 м на северо-восток.
- Станция метро  Павелецкая Кольцевой линии — в 800 м на северо-запад.

### Железнодорожный транспорт
- Павелецкий вокзал — в 400 м на северо-запад.